# Open eBook
Open eBook – jest to inicjatywa wspierana przez kilkadziesiąt firm komputerowych, której celem jest rozwinięcie standardu publikowania materiałów elektronicznych w oparciu o ustalenia języka XML, uniwersalnego standardu wymiany danych w Internecie. Pierwsza specyfikacja, Open eBook Publication Structure, została opublikowana w 1999 r.
Grupa robocza OEB pracuje nad określeniem specyfikacji, która definiowałaby zasady ochrony praw autorskich w dokumentach elektronicznych zarządzania prawami cyfrowymi, co ma kluczowe znaczenie w sytuacji, gdyby format Open eBook miał służyć jako narzędzie rozpowszechniania publikacji elektronicznych.
Następcą tego już archaicznego formatu jest obecnie ePub.